# Universidad Catolica de la Santisima Concepción
Universidad Catolica de la Santisima Concepción är ett universitet i Chile. Det ligger i provinsen Provincia de Concepción och regionen Región del Biobío, i den södra delen av landet, 400 km sydväst om huvudstaden Santiago de Chile.